# Pointe-aux-Outardes
Pointe-aux-Outardes est une municipalité de village dans Manicouagan, sur la Côte-Nord, au Québec (Canada).

## Toponymie
La municipalité crée 1964 tire son nom de la baie aux Outardes, lieu situé sur la route migratoire de la Bernache du Canada.

## Géographie
Pointe-aux-Outardes est située au sud-ouest de la ville de Baie-Comeau.

## Économie
Le Centre de recherche Les Buissons qui effectue des travaux sur la pomme de terre et sur les petits fruits des champs (notamment la Chicouté) depuis plus de 45 ans. L'usine de sciage de bois de Produits forestiers Résolu est la plus importante de l'Est du Canada.

## Démographie

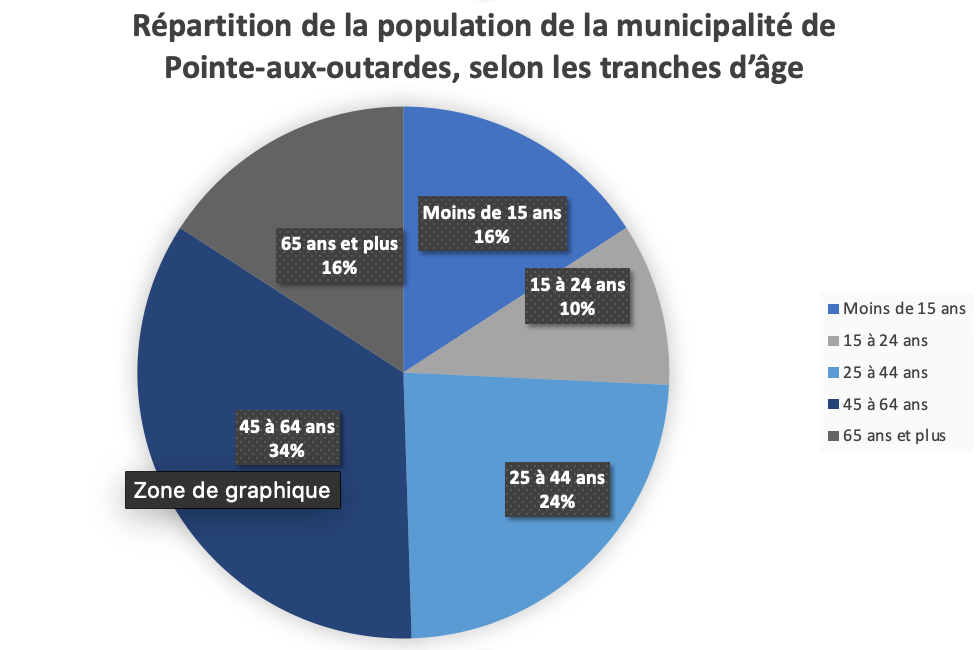
graphique représentant la répartition des tranches d'âge dans la municipalité de Pointe-aux-outardes

| 1991  | 1996  | 2001  | 2006  | 2011  | 2016  | 2021  |
| ----- | ----- | ----- | ----- | ----- | ----- | ----- |
| 1 109 | 1 339 | 1 413 | 1 443 | 1 330 | 1 332 | 1 434 |

### Langues
En 2011, sur une population de 1330 habitants, Pointe-aux-Outardes comptait 99,2 % de francophones,  et 0,8 % d'innuphones (innu-aimun) .

## Administration
Les élections municipales se font en bloc et suivant un découpage de six districts.
| Pointe-aux-Outardes Maires depuis 2002                                                                               |                    |         |          |
| Élection | Maire              | Qualité | Résultat |
| 2002 | Jean-Pierre Boulay |         | Voir     |
| 2005 | Louise Durand      |         | Voir     |
| 2009 | André Lepage       |         | Voir     |
| 2013 | André Lepage       | Voir    |          |
| 2017 | André Lepage       | Voir    |          |
| n/d | Julien Normand     |         | Voir     |
| 2021 | Julien Normand     | Voir    |          |
| Élection partielle en italique Depuis 2005, les élections sont simultanées dans toutes les municipalités québécoises |                    |         |          |

### Représentations fédérale et provinciale
Pointe-aux-Outardes fait partie de la circonscription fédérale de Manicouagan au Parlement du Canada et de la circonscription de René-Lévesque à l'Assemblée nationale du Québec.

## Attractions
Le pont couvert Émile-Lapointe construit en 1945, situé dans le hameau de Baie-Saint-Ludger, est un des plus anciens ponts couverts au Québec. Fait de bois et mesurant 31.82 mètre.
Son parc en plein nature, longeant les berges du Fleuve Saint-Laurent, est fréquenté par plus de 200 espèces d'oiseaux. Ce parc nature à l'atout d'avoir un sentier sur la flore nord-côtière de 1,5 km de trottoirs de bois.

## Activités
Pour ce qui en est des activités, plusieurs sont à la disposition des touristes. Par exemple, il est possible d'avoir accès au camping présent dans la municipalité, dont nombreux fréquentent l'endroit seulement que pour la baignade. Aussi, de nombreux résidents offrent des séances d'équitations, en pleine nature. De plus, en étant proches de plusieurs points d'eau, il est possible de louer ou d'amener son propre kayak ou canot, pour en faire sur le Fleuve Saint-Laurent ou les rivières qui sont aux abords.

## Galerie de photographie

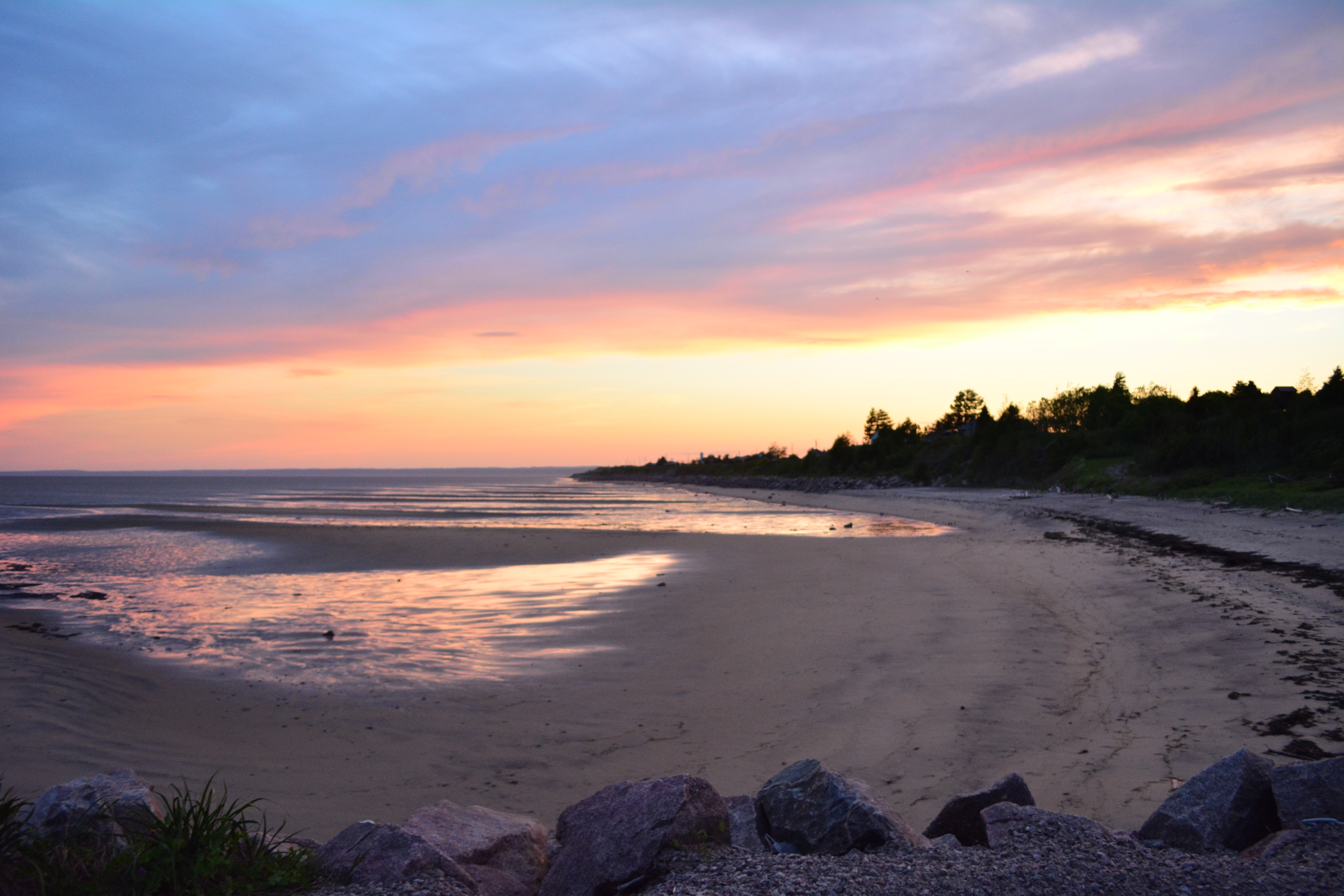
Coucher de soleil sur la plage de Pointe-Aux-Outardes
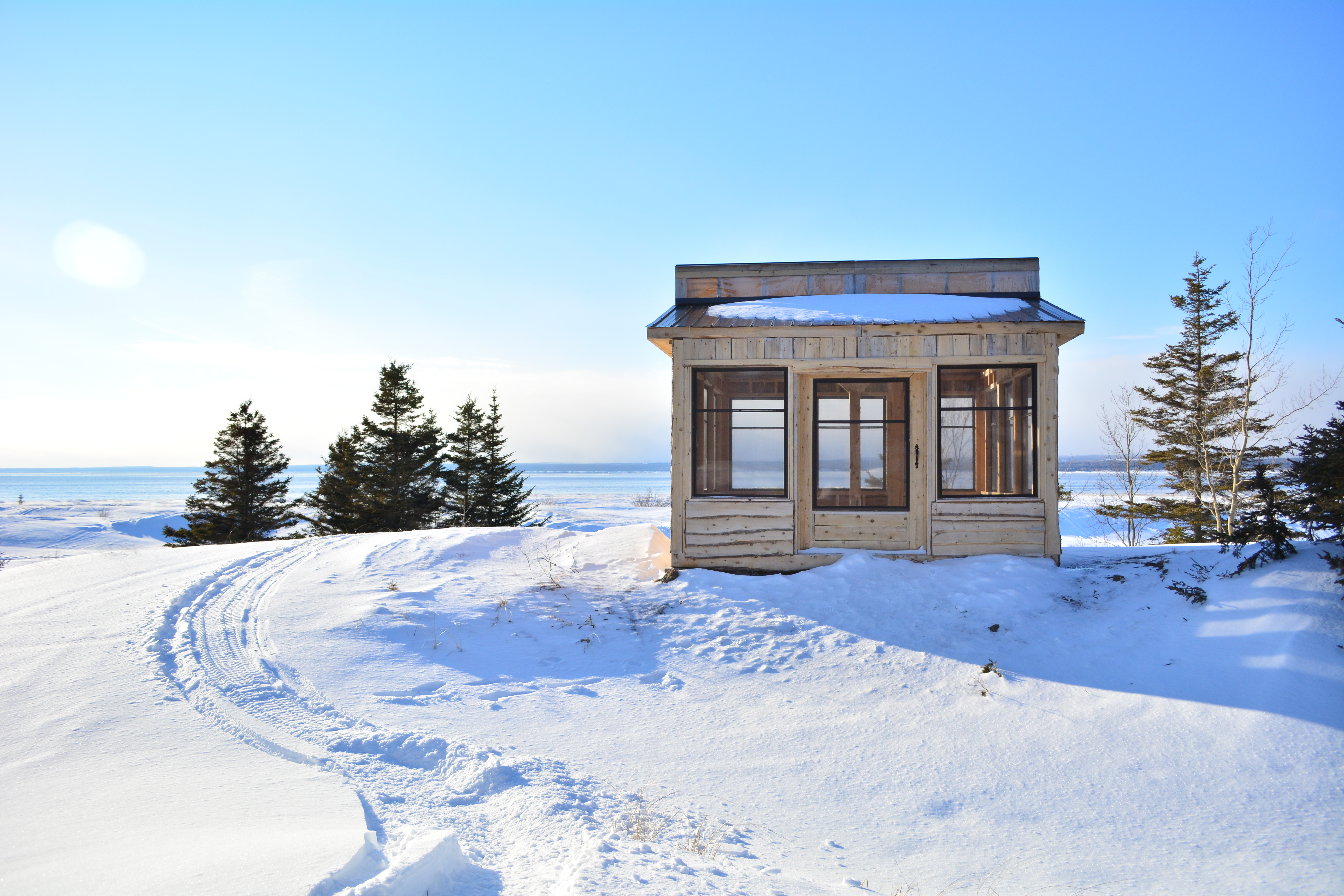
Abri dans le parc nature
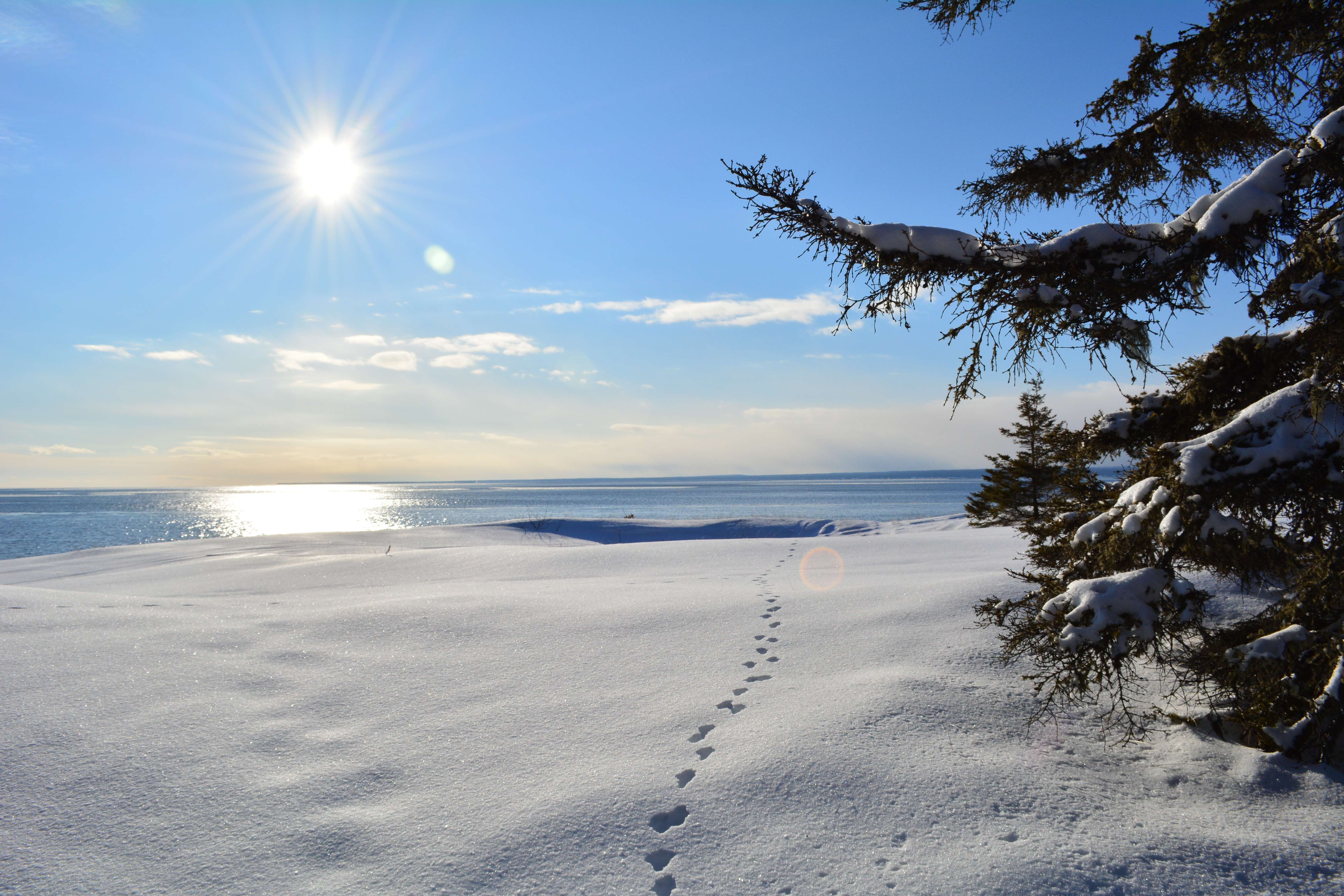
Parc nature en hiver